# モレーノ・モゼール
モレーノ・モゼール（Moreno Moser、1990年12月25日 - ）は、イタリア、トレント出身の元自転車競技（ロードレース）選手。
フランチェスコ・モゼールの甥であると同時に父、7歳上の兄、フランチェスコを含む3人の叔父と1人の従兄弟もプロロード選手というロードレース一家に生まれる。
「モーゼル」「モゼル」とも表記される。

## 来歴
2008年
- ツール・デュ・ペイ・ド・ヴォー ジュニア部門総合優勝

2011年
- トロフェオ・ジャンフランコ・ビアンキン 優勝
- ジロ・デル・メディオ・ブレンタ 優勝

2012年、リクイガス・キャノンデールと契約。
- トロフェオ・ライグエーリア 優勝
- ルント・ウム・デン・フィナンツプラッツ・エシュボルン＝フランクフルト 優勝
- ツール・ド・ポローニュ 総合優勝、区間2勝（第1、第6）
- グランプリ・シクリスト・ド・モンレアル 2位

2013年
- ストラーデ・ビアンケ 優勝
- ルント・ウム・デン・フィナンツプラッツ・エシュボルン＝フランクフルト 2位

2017年
- アスタナ・プロチームに移籍

2018年
- トロフェオ・ライグエーリア　優勝

2019年
- NIPPO・ヴィーニファンティーニ・ファイザネに移籍
- 5月、引退を発表[2]